# 江永县人民政府
25°16′50″N 111°21′00″E / 25.280577°N 111.349902°E
江永县人民政府（简称江永县政府）是中华人民共和国湖南省永州市江永县的行政管理机关。现任县长是何德波，2021年上任。

## 沿革

### 反腐败工作
2015年4月29日晚上，向曙光、荣燕明、陈景茂等14人参加饭局一共消费白酒、菜品合计7707元，其中用餐的一名工作人员在当晚因酒精中毒死亡，6月，湖南省纪委决定给予陈景茂“党内警告”处分。

## 历任县长
| 姓名   | 就任日期  | 卸任日期  | 备注        |
| ------ | --------- | --------- | ----------- |
| 陈景茂 | 2006年7月 | 2012年    | [ 3 ]       |
| 唐满平 | 2012年4月 | 2014年1月 | [ 3 ] [ 4 ] |
| 唐德荣 | 2014年3月 | 2021年4月 | [ 3 ] [ 5 ] |
| 何德波 | 2021年6月 |           | [ 6 ]       |